# Изола-делле-Феммине
И́зола-де́лле-Фе́ммине (итал. Isola delle Femmine) — коммуна в Италии, располагается в области Сицилия, в провинции Палермо.
Население составляет 7300 человек (2020 г.), плотность населения составляет 1953 чел./км². Занимает площадь 4 км². 
Почтовый индекс — 90040. Телефонный код — 091.
Покровительницей коммуны почитается Пресвятая Богородица (Maria S.S. delle Grazie), празднование 2 июля.

## Демография
Динамика населения:

## Администрация коммуны
- Официальный сайт: http://www.comune.isoladellefemmine.pa.it/ Архивная копия от 29 марта 2010 на Wayback Machine